# Luis José Di Palma
Luis José Di Palma (Arrecifes, Buenos Aires, Argentina; 27 de febrero de 1989), conocido popularmente como Josito Di Palma, es un piloto argentino de automovilismo. Es hijo del excorredor de Turismo Carretera José Luis Di Palma y por consiguiente, es nieto del fallecido excampeón Luis Rubén Di Palma.
Debutó en el automovilismo argentino en 2004, en el TC Pista, inicialmente a bordo de un Ford Falcon y más tarde con un Chevrolet Chevy. Compitió también en la Fórmula Renault Argentina entre 2005 y 2006, para luego dar el salto al TC 2000 donde se caracterizó por ser defensor de la marca Ford, compitiendo sobre un Ford Focus. También en el año 2008 se sumó al Turismo Nacional, siempre con Ford Focus y compartiendo equipo con su tío Patricio Di Palma.
En el año 2010, Di Palma pasa a competir tanto en TC 2000 como en Turismo Nacional con la marca Peugeot, debido a un acuerdo de representación oficial pautado por la firma francesa con la escudería de TC 2000 DP-1 Team para la que corría Di Palma. Este acuerdo se hizo extensivo al TN, donde el equipo G Racing Motorsport recibiría apoyo semioficial. En 2011, Di Palma arranca compitiendo solamente en el TN, ya que el proyecto Peugeot de TC 2000 pasa a manos de la escudería DTA, dejándolo sin butaca en esa categoría. Lejos de ello, a mediados de temporada devolvería al apellido Di Palma al plano del Turismo Carretera, presentando su propia estructura con motores de Claudio Bisceglia y asesoramiento en chasis de Alberto Canapino. Este retorno tuvo un sabor de nostalgia, dado que lo hacía a bordo de un automóvil de la marca que defendiera con éxito su abuelo durante las décadas de 1960 y 1970: un Torino Cherokee.
Para el año 2012, Di Palma decide reapostar nuevamente al Turismo Carretera con su equipo propio, y continua su incursión dentro del Turismo Nacional, donde fue contratado por el equipo FP Racing, para conducir un Fiat Linea.
Dentro del Turismo Carretera se destacaría como defensor de la marca Torino, tal como lo hicieran su abuelo Luis Rubén en la década de 1970, o su tío Patricio en la década del 2000. En el año 2013 obtendría su mejor resultado a nivel campeonato, al culminar el torneo en la tercera ubicación, convirtiéndose en el mejor usuario de la marca, a la vez de ubicarla como la segunda mejor marca del torneo. Sin embargo, su primera victoria llegaría recién en el año 2014, cuando el 10 de agosto de ese año se alzara con el triunfo en el Autódromo Hermanos Emiliozzi de la ciudad de Olavarría. Esta victoria lo inscribiría en la historia del TC, como el 203.° miembro del historial de pilotos ganadores del Turismo Carretera.

## Bíografía
Hijo de Liliana Pittacolo y José Luis Di Palma, nació en Arrecifes y como miembro de una de las familias más tradicionales del automovilismo argentino, el Clan Di Palma, "Josito" (como se lo conoce popularmente), empezó en los karts como todos los integrantes de su familia. Entre 2001 y 2005 participó en 15 competencias de Karting de distintas cilindradas.
En 2004 decide debutar en automovilismo, al subirse a un Fórmula 1000 Metropolitana. Más tarde, el 24 de octubre de 2004 debutó en el automovilismo mayor de la Argentina al subirse a un TC Pista (un Ford Falcon del equipo de Nicolás Colloca). Su participación en esta categoría, fue motivo de discusión entre los hermanos José Luis y Marcos Di Palma debido a que el padre de Josito pretendía que él debute en el Turismo Carretera, pero el tío reprobaba esta decisión, ya que consideraba que era demasiado joven para esta divisional. Finalmente, durante su paso por la actividad, contó con la colaboración de su tío Marcos que lo navegó durante toda su carrera. Durante sus años en el TC Pista obtuvo dos victorias.
En 2005 Josito se abre camino al debutar en la Fórmula Renault Argentina, donde obtiene algunos triunfos y siendo uno de los primeros pilotos en correr con el nuevo chasis Tito 01, que más tarde desplazaría a los tradicionales Tulia XXV.
En 2007 se produce el salto de calidad del joven piloto, al debutar en el TC 2000 con un Ford Focus. Su participación con la marca Ford, se dio más por el hecho de que su padre y sus tíos representaban en el TC a las otras tres marcas con las que ganara su abuelo Luis. Esta unión finalmente le daría buenos réditos a Josito, que fue protagonista en todo momento. Un año después, se suma al Turismo Nacional, donde comparte equipo con su tío Patricio Di Palma, siempre a bordo de un Ford Focus.
En 2010 y como producto de la absorción de su equipo, el DP-1 Team, por parte de la terminal francesa Peugeot, Josito pasa a competir en el TC 2000 para el equipo oficial de la casa del león. Debido a esta fusión, su equipo de Turismo Nacional también pasaría a emplear unidades Peugeot 307. El cambio de modelo, no alteró el andar de Luis José quién llegó a ganar dos carreras ese año en el TN.
Para el año 2011, la marca Peugeot decide traspasar su apoyo de la escudería DP-1 Team al Equipo DTA, lo que terminaría dejando a Di Palma sin butaca para el TC 2000. A pesar de ello, su vínculo continuaría dentro del Turismo Nacional, donde continuaba compitiendo para el equipo Vittal G Racing Motorsport. En este mismo año, Di Palma tendría un debut con sabor a nostalgia, al presentarse en el Turismo Carretera a bordo de un Torino Cherokee, marca que supiera defender su abuelo Luis Rubén allá por las décadas del '60 y '70. El coche contó con las asistencias de Claudio Bisceglia en el motor y de Alberto Canapino en el chasis. Sin embargo, nuevamente tendría una incursión en el TC 2000 al ser invitado para competir en los 200 km de Buenos Aires como invitado del piloto Guillermo Ortelli del equipo oficial Renault.

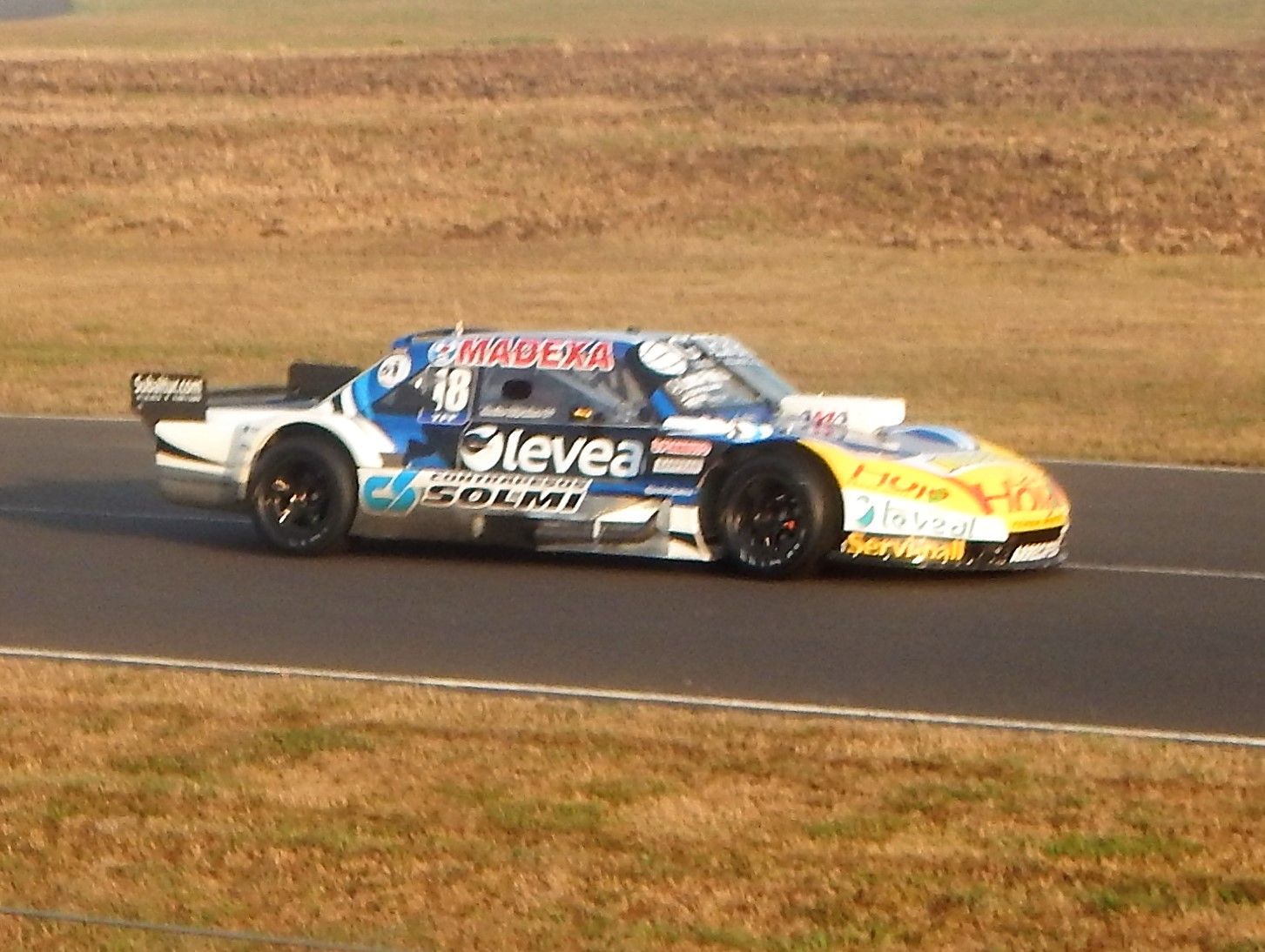
Josito en el Autódromo de Paraná, en la octava fecha de la temporada 2015 de TC.

En el año 2012, Di Palma continúa en el Turismo Nacional, pero cambiándose de marca al dejar Peugeot para pasarse a Fiat. El nuevo equipo de Di Palma pasó a ser el FP Racing, donde pasó a tripular una unidad Fiat Linea. Al mismo tiempo, continuó su camino en el TC a bordo de su Torino Cherokee con asistencia de Alberto Canapino.
En 2013 decidiría apostar todo al Turismo Carretera, siendo convocado en esta oportunidad por el equipo Maquin Parts Racing. En esta categoría, Di Palma debería luchar principalmente contra un reglamento editado especialmente para favorecer a la marca Ford, más allá de contar con una máquina de performance competitiva. A pesar de que la victoria nuevamente le fue esquiva, conseguiría redondear un gran año al alcanzar el podio en dos ocasiones, clasificar al Play off definitorio y culminar el campeonato en la tercera posición, logrando su mejor resultado en la categoría desde su debut y resultando el mejor representante de su marca, a la vez de colocar a Torino en el segundo lugar del podio de marcas de ese año. Paralelamente al TC, "Josito" también participaría en competencias especiales de la divisional TC Mouras en calidad de piloto invitado, como así también desarrollaría una competencia de Top Race V6, reemplazando a su tío Marcos Di Palma en la competencia desarrollada en el Circuito de Potrero de los Funes.
En el año 2014 nuevamente apuntaría todo al TC y su continuidad con Torino dentro del equipo Maquin Parts. Al mismo tiempo, intentaría retornar al TRV6 compitiendo apenas en la segunda fecha del calendario y nuevamente sería invitado a competir en el TC Mouras, participando en el torneo especial de pilotos invitados. Lejos de demostrar el potencial del año anterior, debió enfrentar un nuevo reglamento editado para favorecer a la marca Chevrolet y luchar contra un coche que no contaba con la performance del torneo pasado. A pesar de ello, en este año conseguiría finalmente lograr el objetivo de alzarse con su primera victoria en la categoría, hecho que tuvo lugar el 10 de agosto de 2014, en el Autódromo Hermanos Emiliozzi de la localidad de Olavarría. Gracias a dicho triunfo, "Josito" inscribiría su nombre como el piloto número 203 del historial de pilotos ganadores del Turismo Carretera.

## Trayectoria

### TC Pista
| Temporada | Marca  | Resultado |
| --------- | ------ | --------- |
| 2004      | Falcon | 62.º      |
| 2005      | Chevy  | 6.º       |
| 2006      | Chevy  | 6.º       |

### Turismo Carretera
| Temporada | Marca    | Equipo              | Resultado |
| --------- | -------- | ------------------- | --------- |
| 2012      | Cherooke | JDP Team            | 37.º      |
| 2013      | Cherooke | Maquin Parts Racing | 3.º       |
| 2014      | Cherooke | Maquin Parts Racing | 17.º      |
| 2015      | Cherooke | Indecar             | 4.º       |
| 2016      | Cherooke | IndeCar Racing      | 17.º      |

2022 DTA Racing (Ford)

### Turismo NacionalClase 3
| Temporada | Marca | Equipo     | Resultado |
| --------- | ----- | ---------- | --------- |
| 2009      | Focus | FP Racing  | 7.º       |
| 2010      | 307   |            | 8.º       |
| 2011      | 307   | 9.º        |           |
| 2012      | Linea | FP Porfiri | 10.º      |

### Formula Renault Argentina
| Temporada | Marca | Resultado |
| --------- | ----- | --------- |
| 2005      |       | 17.º      |
| 2006      | 63.º  |           |

### Turismo Competición 2000
| Año  | Equipo               | Auto            | 1    | 2   | 3   | 4   | 5   | 6   | 7   | 8   | 9   | 10  | 11  | 12    | 13  | 14  | Res. | Puntos |
| ---- | -------------------- | --------------- | ---- | --- | --- | --- | --- | --- | --- | --- | --- | --- | --- | ----- | --- | --- | ---- | ------ |
| 2006 |                      |                 | BA I | OLA | CR  | VIE | SFE | SJU | SRA | RES | CUR | SMM | GR  | BA II | OBE | PAR | -    | -      |
| 2006 | Berta Motorsport     | Ford Focus I    |      |     |     |     |     |     |     |     |     |     |     | Ret   |     |     | -    | -      |
| 2007 |                      |                 | CR   | GR  | BB  | SMM | SJU | SP  | AG  | SFE | SRA | VIE | BA  | OBE   | SL  | PDE | 14.º | 24     |
| 2007 | RV Competición       | Ford Focus I    | 11   | Ret | 14  | 10  | 11  |     | 12  |     |     |     |     |       |     |     | 14.º | 24     |
| 2007 | DP-1 Team            | Ford Focus I    |      |     |     |     |     |     |     |     | 13  | 14  | Ex. | Ret   | 4   | 7   | 14.º | 24     |
| 2008 |                      |                 | PAR  | SAL | GR  | SFE | SJU | RES | AG  | BA  | OBE | TRH | VIE | SMM   | PDF | PDE | 10.º | 57     |
| 2008 | DP-1 Team            | Ford Focus I    | 5    | 10  | 21  | Ret | Ret | Ret | 3   | Ret | Ret | 6   | 3   | 19†   | 6   | Ret | 10.º | 57     |
| 2009 |                      |                 | AG   | GR  | OBE | SMM | TRH | RES | BA  | CEN | SFE | SFE | SJU | SJU   | PDF |     | 17.º | 18     |
| 2009 | DP-1 Team            | Ford Focus I    | Ret  | 5   | Ret | 5   | 20  | 23  | 14  | Ret | Ret | 10  | 23† | 21    | Ret |     | 17.º | 18     |
| 2010 |                      |                 | PDE  | SMM | GR  | AG  | RES | TRH | LR  | SFE | SFE | CEN | OBE | BA    | PDF |     | 19.º | 11     |
| 2010 | Peugeot Cobra Team   | Peugeot 307     | 17   | 25† | Ret | 17  | 20  | 23† | 4   | 26† | 16† | 10  | Ret | Ret   | Ret |     | 19.º | 11     |
| 2011 |                      |                 | GR   | SFE | SFE | SMM | SJU | RES | AG  | TRH | LPL | TRE | JUN | PDF   | PAR |     | -    | -      |
| 2011 | Renault Lo Jack Team | Renault Fluence |      |     |     |     |     |     |     |     | 5   |     |     |       |     |     | -    | -      |

#### Copa de Pilotos Privados
| Año  | Equipo    | Auto         | 1   | 2  | 3   | 4   | 5   | 6   | 7  | 8   | 9   | 10  | 11  | 12  | 13  | Res. | Puntos |
| ---- | --------- | ------------ | --- | -- | --- | --- | --- | --- | -- | --- | --- | --- | --- | --- | --- | ---- | ------ |
| 2009 |           |              | AG  | GR | OBE | SMM | TRH | RES | BA | CEN | SFE | SFE | SJU | SJU | PDF | 6.º  | 17     |
| 2009 | DP-1 Team | Ford Focus I | Ret | 2  | Ret | 1   | 10  | 12  | 5  | Ret | Ret | 3   | 12† | 7   | Ret | 6.º  | 17     |

#### Copa Endurance Series
| Año  | Equipo             | Auto         | 1   | 2   | 3   | Res. | Puntos |
| ---- | ------------------ | ------------ | --- | --- | --- | ---- | ------ |
| 2009 |                    |              | TRH | BA  | PDF | -    | 0      |
| 2009 | DP-1 Team          | Ford Focus I | 20  | 14  | Ret | -    | 0      |
| 2010 |                    |              | TRH | CEN | BA  | 22.º | 1      |
| 2010 | Peugeot Cobra Team | Peugeot 307  | 23† | 10  | Ret | 22.º | 1      |

### Súper TC 2000
| Año  | Equipo               | Auto            | 1    | 2    | 3     | 4     | 5   | 6    | 7   | 8   | 9      | 10     | 11    | 12  | 13    | 14    | 15    | 16  | 17  | 18  | 19  | 20    | 21    | 22   | Res. | Puntos |
| ---- | -------------------- | --------------- | ---- | ---- | ----- | ----- | --- | ---- | --- | --- | ------ | ------ | ----- | --- | ----- | ----- | ----- | --- | --- | --- | --- | ----- | ----- | ---- | ---- | ------ |
| 2014 |                      |                 | RAF  | VIE  | AG    | ROS   | TOA | BA   | RES | SFE | SFE    | SJU    | TRH   | COD | PDF   |       |       |     |     |     |     |       |       |      | -    | -      |
| 2014 | Renault Lo Jack Team | Renault Fluence |      |      |       |       |     | 4    |     |     |        |        |       |     |       |       |       |     |     |     |     |       |       |      | -    | -      |
| 2015 |                      |                 | JUN  | ROS  | OBE   | TRH   | RAF | SL I | SFE | SFE | TOA    | GR     | SMM   | AG  | SL II |       |       |     |     |     |     |       |       |      | -    | -      |
| 2015 | Renault Lo Jack Team | Renault Fluence |      |      |       |       |     |      |     |     | 3      |        |       |     |       |       |       |     |     |     |     |       |       |      | -    | -      |
| 2016 |                      |                 | TRE  | ROS  | SMM   | AG I  | TRH | OBE  | BA  | SFE | SFE    | TOA    | SJU   | GR  | GR    | AG II |       |     |     |     |     |       |       |      | -    | -      |
| 2016 | Renault Sport        | Renault Fluence |      |      |       |       |     |      | Ret |     |        |        |       |     |       |       |       |     |     |     |     |       |       |      | -    | -      |
| 2017 |                      |                 | BA I | PDF  | SMM   | ROS   | ROS | TRH  | RAF | OBE | SFE    | SFE    | BA II | SJU | GR    | AG    |       |     |     |     |     |       |       |      | 21.º | 40     |
| 2017 | Renault Sport        | Renault Fluence | 13   | 9    | 12    | 14    | 9   | Ret  | Ret | 17  | 6      | Ret    | 12    | 16  | Ex.   | 15    |       |     |     |     |     |       |       |      | 21.º | 40     |
| 2018 |                      |                 | BA I | ROS  | ROS   | SMM   | PDF | RAF  | SJU | OBE | SFE    | SFE    | TRH   | SNI | BA II | AG    |       |     |     |     |     |       |       |      | -    | -      |
| 2018 | Renault Sport        | Renault Fluence |      |      |       |       |     |      |     |     |        |        |       |     | 10†   |       |       |     |     |     |     |       |       |      | -    | -      |
| 2021 |                      |                 | BA I | BA I | BA II | BA II | AG  | AG   | SNI | SNI | BA III | BA III | PAR   | PAR | TOA   | TOA   | BA IV | VIL | VIL | ROS | ROS | AG II | AG II | BA V | -    | -      |
| 2021 | Renault Castrol Team | Renault Fluence |      |      |       |       |     |      |     |     |        |        |       |     |       |       | 6     |     |     |     |     |       |       |      | -    | -      |

### TC 2000
| Año  | Equipo        | Auto       | 1    | 2    | 3    | 4    | 5   | 6   | 7     | 8     | 9  | 10 | 11    | 12 | 13 | 14     | 15     | 16    | 17  | 18  | 19  | 20     | Res. | Puntos |
| ---- | ------------- | ---------- | ---- | ---- | ---- | ---- | --- | --- | ----- | ----- | -- | -- | ----- | -- | -- | ------ | ------ | ----- | --- | --- | --- | ------ | ---- | ------ |
| 2017 |               |            | AG I | AG I | BA I | BA I | CDU | CDU | PAR I | PAR I | RC | RC | BA II | SL | SL | PAR II | PAR II | AG II | SMM | CON | CON | BA III | -    | -      |
| 2017 | Litoral Group | Fiat Linea |      |      |      |      |     |     |       |       |    |    | Ret   |    |    |        |        |       |     |     |     |        | -    | -      |